# Roch-Ambroise Auguste Bébian
Roch-Ambroise Auguste Bébian (Pointe-à-Pitre, 4 agosto 1789 – Pointe-à-Pitre, 24 febbraio 1839) è stato un educatore francese.
Direttore dell'Institut national des jeunes sourds, ha pubblicato libri sull'insegnamento della lingua dei segni francese.